# Tumblr
Tumblr é uma plataforma de blogging que permite aos usuários publicarem textos, imagens, vídeo, links, citações, áudio e "diálogos". A maioria dos posts feitos no Tumblr são textos curtos, mas a plataforma não chega a ser um sistema de microblog, estando em uma categoria intermediária entre os blogs de formato convencional Wordpress ou Blogger e o microblog X. Os usuários são capazes de "seguir" outros usuários e verem seus posts em seu painel (dashboard). Também é possível "gostar" (favoritar) ou "reblogar" (semelhante ao RT do X) outros blogs. O sistema de personalização enfatiza a facilidade de uso e permite que os usuários usem tags especiais do sistema para criar seus themes.

## História
A plataforma foi inicialmente desenvolvida em 1992 pelo francês Thomas Müller. O Tumblr foi depois fundado, comercialmente, em 2007 por David Karp e Marco Arment. Setenta e cinco mil blogueiros que utilizavam outros sistemas logo mudaram para a plataforma, e desde então o serviço recebeu mais de 3 milhões de usuários. 
Em 2009, adquiriu o aplicativo "Tumblerette" para iPhone, criado por Jeff Rock e Garrett Ross. Em 17 de março de 2010, foi anunciado que o site estaria acessível a partir de então em smartphones BlackBerry através de um aplicativo criado por Mobelux. Em 17 de abril de 2010, o aplicativo foi disponibilizado no BlackBerry App World. Atualmente já existe disponível também o aplicativo para aparelhos com Android e Windows Phone.
Em 18 de maio de 2011, o Tumblr contabilizava mais de 4,2 bilhões de publicações e aproximadamente 19 milhões de blogs. No começo de junho de 2011 o visual da Dashboard ganhou várias novas funcionalidades e um novo design, como responder mensagens de modo particular (a resposta pode ser vista apenas pelo usuário que perguntou dentro de sua "Inbox") e alguns painéis de configurações foram mudados de lugar para que se tornasse mais fácil e prático.
No dia 9 de setembro de 2011, o site alcançou a marca de 10 bilhões de posts exclusivos (sem contar reblogs). O feito foi comemorado com uma chuva de confetes na Dashboard. Para quem perdeu a cena, ela pode ser revista no YouTube. Foi comprado pelo Yahoo em maio de 2013, por US$ 1,1 bilhão (perto de 980 milhões de euros). .
Em Agosto de 2019, a Verizon (proprietária da Yahoo) vendeu a Tumblr à Automattic por menos de 2,6 milhões de euros.
Devido ao estilo particular de fotos que fazem sucesso na plataforma, "Tumblr" começou a ser usado como adjetivo, e criou-se uma nova forma de classificar um estilo de fotografia com esta terminologia. O termo "Fotos Tumblr" designa imagens que, além de serem postadas na plataforma, seguem um padrão visual com efeitos de filtros, atenção especial para momentos, pequenos detalhes e partes de uma área do corpo ou paisagem. Segundo o professor de Design e Moda, Marcos Vinícius, o estilo surgiu em 2016 e virou febre.